# علی‌آباد (جبل)
علی‌آباد یک منطقهٔ مسکونی در ایران است که در دهستان جبل واقع شده‌است. علی‌آباد ۷ نفر جمعیت دارد.